# شهباز خاکستری
شهباز خاکستری (نام علمی: Accipiter novaehollandiae) نام یک گونه از سرده بازها است. این گونه باز دارای بدنی است به طول ۴۰–۵۵ سانتی‌متر، بال‌هایش در هنگام باز شدن ۷۰–۱۱۰ سانتی‌متر طول دارند. وزن برای جنس نرها ۶۸۰ گرم و برای ماده‌ها ۳۵۰ گرم است. این گونه در استرالیا، تاسمانی، و قسمت‌هایی از استرالیای غربی یافت می‌شود. این پرنده از پستانداران مانند خرگوش، صاریغ و خفاش تغذیه می‌کند.این نوع پرنده یا رنگشان سفید که ماده ها دارند و خاکستری یا خاکستری به همراه سفید که نر هایشان هستند